# Réintroduction de l'ours dans les Pyrénées

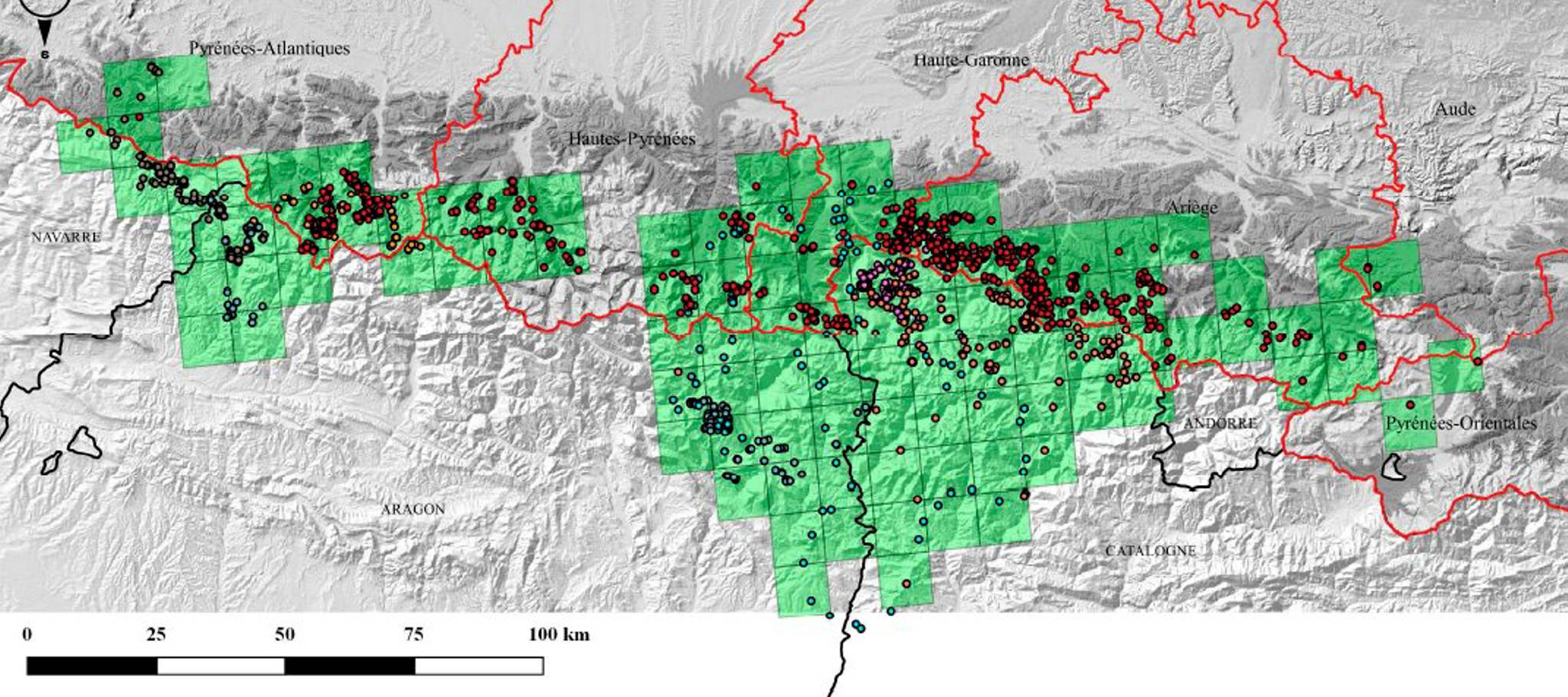
Répartition de l'Ours brun dans les Pyrénées en 2019.

La réintroduction de l'ours dans les Pyrénées est un programme de réintroduction des ours bruns en cours dans les Pyrénées. Elle suscite depuis plusieurs années d'importantes oppositions entre partisans et opposants du retour des animaux, qui une fois relâchés peuvent s'attaquer au bétail.
Á l'origine de ce programme, l'initiative prise par les maires de quatre communes pyrénéennes de la Haute-Garonne : Melles (André Rigoni), Boutx, Arlos et Fos, qui ont formé en 1991 l'ADET ou Association pour le développement économique et touristique, devenue depuis ADET-Pays de l'Ours, et domiciliée dans une cinquième commune du département, Arbas.
Durant l'hiver 2011-2012, plusieurs naissances d'oursons sont détectées dans les Pyrénées et en 2020 la population avoisine les 70 ours sur les 2 versants pyrénéens, principalement dans les Pyrénées centrales.

## Liste des réintroductions
Le tableau ci-dessous donne la liste des ours introduits dans les Pyrénées. L'âge et le poids sont ceux des ours au moment de leur introduction.
| no | Date           | Nom       | Sexe | Masse (kg) | Âge (ans) | Lieu                                  | Remarques | Sources |
| -- | -------------- | --------- | ---- | ---------- | --------- | ------------------------------------- | --- | ------- |
| 1  | 19 mai 1996    | Ziva      | F    | 104        | 6         | Melles (Haute-Garonne)                | Elle donne naissance à deux oursons dont le mâle Néré, père de Cannellito avec Cannelle. Ziva n'a pas été observée depuis 2008, est considérée morte. | [ 7 ]   |
| 2  | 6 juin 1996    | Mellba    | F    | 98         | 5         | Melles                                | D'abord appelée Kolpa du nom d'une rivière de Slovénie, elle donne naissance à trois oursons en 1997. Elle est abattue par un chasseur lors d'une battue le 27 septembre 1997 à 10 h au col de Matet, à Bezins-Garraux. Sa fille Caramelles a eu au moins 22 oursons jusqu'en 2021. | [ 7 ]   |
| 3  | 2 mai 1997     | Pyros     | M    | 235        | 9         | Melles                                | Pyros n'a pas été observé depuis 2017, est considéré mort. | [ 7 ]   |
| 4  | 25 avril 2006  | Palouma   | F    | 83         | 3,5       | Burgalays (Haute-Garonne)             | Parrainée par Renaud et Romane Serda. Elle aurait dû être lâchée à Arbas. Morte à la suite d'une chute accidentelle d'une barre rocheuse le 23 ou 24 août 2006. | [ 12 ]  |
| 5  | 28 avril 2006  | Franska   | F    | 110        | 17        | Bagnères-de-Bigorre (Hautes-Pyrénées) | Parrainée par Laurent Baffie et Véronique Sanson. Morte à la suite d'une collision avec une voiture le 9 août 2007, sur la RN21 à Viger. | [ 12 ]  |
| 6  | 17 mai 2006    | Hvala     | F    | 100        | 7         | Arbas (Haute-Garonne)                 | Parrainée par Carla Bruni et Sanseverino, lâchée sans incident. | [ 12 ]  |
| 7  | 2 juin 2006    | Balou     | M    | 88         | 4         | Arbas                                 | Parrainé par Fanny Ardant et Gérard Depardieu. Il ne parvient pas à s'imposer face au mâle dominant Pyros et quitte les Pyrénées centrales. Mort foudroyé (?) entre le 4 et le 6 juin 2014 à Melles (Haute-Garonne)                                                                 | [ 12 ]  |
| 8  | 21 août 2006   | Sarousse  | F    | 112        | 7         | Arbas                                 | Parrainée par Alain Chamfort et Valérie Lemercier. Tuée le 29 novembre 2020 par un chasseur dans la vallée de Bardají, en Aragon. | [ 12 ]  |
| 9  | 6 juin 2016    | Goiat     | M    | 205        | 10        | Isil (Pallars)                        | Il est introduit dans le cadre du programme Piroslife pour apporter un peu de sang neuf afin d'éviter une trop forte consanguinité dû au fait que Pyros est le père de presque tous les oursons des Pyrénées centrales jusqu'en 2014.                                               |         |
| 10 | 4 octobre 2018 | Claverina | F    | 140        | 5         | Etsaut (Vallée d'Aspe)                | Claverina signifie « héritière » ou « celle qui détient les clés » en béarnais. Potentiellement gravide lors de son lâcher. | [ 17 ]  |
| 11 | 5 octobre 2018 | Sorita    | F    | 150        | 5         | Laruns (Vallée d'Ossau)               | Sorita signifie « petite sœur » en béarnais. Potentiellement gravide lors de son lâcher. Elle est aperçue en présence de deux oursons le 17 avril 2019 sur les hauteurs de Luz-Saint-Sauveur mais ceux-ci ont probablement été tués par un ours mâle début mai.                     | .       |